# Peter Marzinkowski
Peter Marzinkowski (ur. 19 marca 1939 w Legnicy, zm. 21 października 2024 w Dormagen) – niemiecki duchowny rzymskokatolicki, w latach 2005-2014 biskup Alindao, duchacz.
Święcenia prezbiteratu przyjął w 21 lipca 1966 w Zgromadzeniu Ducha Świętego. 18 grudnia 2004 roku papież Jan Paweł II utworzył diecezję Alindao i mianował go pierwszym jej ordynariuszem. Wcześniej pełnił funkcję prowincjała Zgromadzenia w Niemczech. Sakrę biskupią przyjął 3 kwietnia 2005 z rąk metropolity Bangi, Paulina Pomodimo. 19 marca 2014 papież Franciszek przyjął jego rezygnację z urzędu, złożoną ze względu na osiągnięcie wieku emerytalnego.